# Wachseldorn
Wachseldorn – gmina (niem. Einwohnergemeinde) w Szwajcarii, w kantonie Berno, w regionie administracyjnym Oberland, w okręgu Thun.

## Demografia
W Wachseldornie mieszka 229 osób. W 2020 roku 3,9% populacji gminy stanowiły osoby urodzone poza Szwajcarią.